# Mastigoniscus concavus
Mastigoniscus concavus là một loài chân đều trong họ Haploniscidae. Loài này được Menzies & George miêu tả khoa học năm 1972.